# Ric Ocasek
Ric Ocasek est un musicien américain né le 23 mars 1944 à Baltimore (Maryland) et mort le 15 septembre 2019 à Manhattan (New York). Principalement connu comme chanteur, guitariste et principal auteur-compositeur du groupe new wave The Cars, il enregistre également plusieurs albums en solo et produit d'autres artistes comme Weezer, Suicide, Bad Brains, Bad Religion ou Nada Surf.

## Biographie

### Jeunesse
Richard Theodore Otcasek naît le 23 mars 1944 (certaines sources donnent à tort l'année 1949) à Baltimore (Maryland), dans une famille catholique d'origine polonaise. Il passe son enfance dans cette ville et découvre le rock avec les disques de Buddy Holly ; il a dix ans lorsque sa grand-mère lui offre sa première guitare. Sa famille déménage à Cleveland, dans l'Ohio, quand il a 16 ans. Il est scolarisé à la Maple Heights High School (en). Après la fin de ses études secondaires, en 1963, il fréquente brièvement l'Antioch College et la Bowling Green State University, mais il décide rapidement d'abandonner les études supérieures pour se consacrer à la musique.

### Débuts musicaux
En 1965, Richard Otcasek rencontre le bassiste Benjamin Orzechowski. Ensemble, ils montent plusieurs groupes à Columbus (Ohio) et à Ann Arbor (Michigan) avant de s'installer à Boston au début des années 1970. Ils forment un trio baptisé Milkwood qui joue du folk rock dans la veine de Crosby, Stills and Nash. Le label Paramount Records publie l'unique album de Milkwood, How's the Weather, en 1972, mais le succès n'est pas au rendez-vous et Ocasek doit travailler comme vendeur dans un magasin de vêtements pour subvenir à ses besoins.
Après la séparation de Milkwood, Otcasek forme le groupe Rick and the Rabbits avec Orzechowski à la basse et Greg Hawkes, qui apparaissait comme invité sur How's the Weather, aux claviers. C'est vers cette période qu'il adopte le nom de scène Ric Ocasek et qu'Orzechowski se fait appeler Ben Orr. Leur manque de succès incite Hawkes à les quitter peu après. Ocasek et Orr se produisent en duo acoustique, interprétant des compositions d'Ocasek qui deviennent par la suite les premières chansons des Cars. En 1976, ils recrutent pour leur nouveau groupe Cap'n Swing le guitariste Elliot Easton. La station de radio WBCN (en) passe des chansons de leur démo dans son émission, mais le groupe est rejeté par plusieurs maisons de disques. Ocasek renvoie alors tous les membres de Cap'n Swing à l'exception d'Orr et Easton, rappelle Hawkes et recrute l'ancien batteur des Modern Lovers David Robinson,. Le quintette adopte un nouveau nom : The Cars.

### Avec les Cars
Les Cars donnent leur premier concert le Jour de l'an 1977 et ne tardent pas à se faire une réputation dans la scène punk rock de Boston. Leur chanson Just What I Needed, écrite par Ocasek, est régulièrement diffusée par les stations de radios locales et Elektra Records leur offre un contrat. Le premier album du groupe, The Cars, sort en 1978. Produit par Roy Thomas Baker, il rencontre un immense succès. Au cours des dix années qui suivent, les Cars publient cinq albums supplémentaires et classent de nombreux singles dans le haut du hit-parade américain. Ocasek écrit seul la quasi-totalité des chansons du groupe, les autres membres élaborant musicalement les démos qu'il leur apporte, et joue un rôle de « dictateur bienveillant ». Les Cars se séparent en 1988. Ils se réunissent brièvement en 2010-2011 sans Orr, mort en 2000, pour un album, Move Like This, et une tournée. En 2018, ils font leur entrée au Rock and Roll Hall of Fame,.

### En solo
Ric Ocasek entame une carrière solo en 1982 avec l'album Beatitude (en). Son plus gros succès en solo est le single Emotion in Motion (en), tiré de l'album This Side of Paradise (en) en 1986, qui se classe no 15 du Billboard Hot 100.
Il se lance également dans la production en 1980 avec Suicide: Alan Vega and Martin Rev (en), le deuxième album du duo punk Suicide. Il collabore avec de nombreux artistes par la suite, notamment le groupe de rock Weezer pour qui il produit trois albums : Weezer (1994), Weezer (2001) et Everything Will Be Alright in the End (2014). D'autres groupes ont recours à ses services, parmi lesquels Bad Brains, Bad Religion, Nada Surf, Guided by Voices, No Doubt, Le Tigre, Brazilian Girls et The Cribs.

### Mort
Le 15 septembre 2019, Ric Ocasek est retrouvé mort dans son appartement de Manhattan,.

## Discographie

### Albums solo
- 1982 : Beatitude
- 1986 : This Side of Paradise
- 1991 : Fireball Zone
- 1993 : Quick Change World
- 1997 : Troublizing
- 2005 : Nexterday

### Avec les Cars
- 1978 : The Cars
- 1979 : Candy-O
- 1980 : Panorama
- 1981 : Shake It Up
- 1984 : Heartbeat City
- 1987 : Door to Door
- 2011 : Move Like This

### Comme producteur
- 1980 : Suicide: Alan Vega and Martin Rev (en) de Suicide
- 1982 : Benefactor (en) de Romeo Void
- 1983 : Rock for Light de Bad Brains
- 1988 : A Way of Life (en) de Suicide
- 1992 : Why Be Blue (en) de Suicide
- 1994 : Weezer de Weezer
- 1995 : God of Love (en) de Bad Brains
- 1996 : The Gray Race de Bad Religion
- 1996 : High/Low de Nada Surf
- 1999 : Do the Collapse (en) de Guided by Voices
- 2001 : Weezer de Weezer
- 2001 : Rock Steady de No Doubt (deux chansons)
- 2014 : Everything Will Be Alright in the End de Weezer
- 2015 : For All My Sisters (en) des Cribs

## Prix, récompenses et hommages
Ric Ocasek a été nommé à six reprises pour un Grammy Award :
- 1978 : meilleur nouvel artiste (The Cars)
- 1979 : meilleure prestation vocale rock par un groupe ou un duo (Candy-O des Cars)
- 1984 : meilleure prestation vocale pop d'un duo ou groupe (Drive des Cars)
- 1984 : meilleure prestation vocale rock par un groupe ou un duo (Heartbeat City des Cars)
- 1984 : meilleur album vidéo (Heartbeat City des Cars)
- 1984 : meilleur producteur de l'année (The Cars)